# Scotopteryx albarracina
Scotopteryx albarracina är en fjärilsart som beskrevs av Hans Zerny 1926. Scotopteryx albarracina ingår i släktet backmätare, och familjen mätare. Inga underarter finns listade.